# Блік-2М
БМ "Блік-2М" — Кулеметно-гранатометний комплекс призначений для ураження живої сили, транспортних засобів і наземних об'єктів вогнем 7.62 мм, 12.7 мм кулеметів і 30 мм гранатометом. 
Передбачена можливість стрільби кулеметами щодо повітряних цілей на висотах до 1000 метрів. Управління роботою модуля здійснюється дистанційно від пульта на відстані до 50 метрів.
Він може бути встановлений на колісній чи гусеничній транспортній базі, а також на стаціонарних об’єктах. Даний модуль планується встановити на легкоброньованій машині «Дозор-Б», а також на БТРи й танк "Оплот" українського виробництва

## Розвиток проєкту
Незабаром харківські БТРи й "Оплот" очікує модернізація. На міжнародній виставці оборонної промисловості "ADEX-2014", яка зараз проходить в Баку, танкобудівники першої столиці представили новий бойовий модуль "Блік-2". Як пояснюють в концерні "Укроборонпром", цей кулеметно-гранатометний комплекс призначений для ураження живої сили, транспорту і будівель вогнем 7,62 мм, 12,7 мм кулеметом і 30 мм гранатометом. Крім того, за допомогою "Блік-2" військові можуть потрапляти з кулеметів в ціль, яка знаходиться на висоті в кілометр.
Управляти модулем можна дистанційно – за допомогою пульта, перебуваючи на відстані до 50 метрів. А встановити його можна як на колісну або гусеничну транспортну базу, так і на стаціонарні об'єкти, розповідають розробники. Однак незабаром новинку "Блік-2" планують встановити на бронеавтомобіль "Дозор-Б", розроблений співробітниками конструкторського бюро з машинобудування імені Морозова. 
Інноваційний бронеавтомобіль «Дозор-Б» із бойовим модулем «Блік-2М» привернули особливу увагу Йорданського Короля Абдалли II бін аль-Хусейна на XI Міжнародній виставці сил спеціального призначення «SOFEX 2016». Захід проходить у місті Амман, Йорданське Хашимітське Королівство.
Як ми бачимо в подальшому розвитку виробники відмовились від установки модуля на нові українські БРТ та "Оплот". Також не отримав розвитку БМ "Блік-2М" на бронеавтомобілях "Дозор-Б". Оскільки українська армія обрала польську модифікацію "Дозор-Б" - Oncilla.

## Тактико-технічні характеристики (ТТХ) БМ
Загальні:
Тип: дистанційно-керований з винесеним озброєнням
Маса: не більше 450 кг
Бойовий розрахунок: 1 чол (оператор)
Озброєння:
12,7-мм кулемет НСВТ (150 пострілів)
30-мм автоматичний гранатомет КБА-117 або АГ-17 (29 пострілів)
7,62-мм кулемет КТ-7.62 або ПКТ (250 пострілів)
1 ПТРК «Корсар»
Система управління вогнем:
Прицільний комплекс: основний приціл телевізійний
Можливе встановлення 5 панорамних камер, кут огляду 180˚
Приводи наведення: електромеханічні
Кути наведення блоку озброєння:
   • за горизонтом 180˚
   • за вертикаллю від -9˚ до +47˚
Швидкість наведення блоку озброєння:
   • за горизонтом від 0,02˚/с до 6˚/с
   • за вертикаллю від 0,02˚/с до 6˚/с
Стабілізатор озброєння:
Пульт управління наведенням: ПУ-03
Відеомонітор

## На озброєнні
Може встановлюватися на легкі бойові броньовані машини різного призначення та стаціонарні об'єкти. Відомості про замовлення відсутні.

## Оператори
Україна — деяка кількість на бронеавтомобілях "Дозор-Б"

## Зноски
1. ↑  ДК «Укроборонпром» на «ADEX-2014» представив новий бойовий модуль «Блік-2». zbroya.info. Архів оригіналу за 12 червня 2017. Процитовано 2 квітня 2022.
2. 1 2  Українські танкобудівники представили новий бойовий модуль. amp.segodnya.ua (англ.). Архів оригіналу за 5 травня 2022. Процитовано 2 квітня 2022.
3. ↑  Експозиція «Укроборонпрому» вразила йорданського монарха на міжнародній виставці «SOFEX 2016». ukroboronprom (укр.). Архів оригіналу за 20 квітня 2014. Процитовано 2 квітня 2022.